# Malíkovická stráň
Malíkovická stráň este o arie protejată (arie specială de conservare — SAC, sit de importanță comunitară — SCI) din Republica Cehă întinsă pe o suprafață de 9,61 ha, integral pe uscat.

## Localizare
Centrul sitului Malíkovická stráň este situat la coordonatele 50°12′26″N 13°59′06″E / 50.207222°N 13.985°E.

## Înființare
Situl Malíkovická stráň a fost declarat sit de importanță comunitară în noiembrie 2009 pentru a proteja 1 specie de plante. Situl a fost protejat și ca arie specială de conservare în februarie 2017.

## Biodiversitate
Situată în ecoregiunea continentală, aria protejată nu include niciun habitat protejat.
La baza desemnării sitului se află o specie protejată de  plante: papucul doamnei (Cypripedium calceolus).